# Julianne Phillips
Julianne Phillips (Chicago, 6 maggio 1960) è un'attrice ed ex modella statunitense, nota per essere stata la prima moglie di Bruce Springsteen.

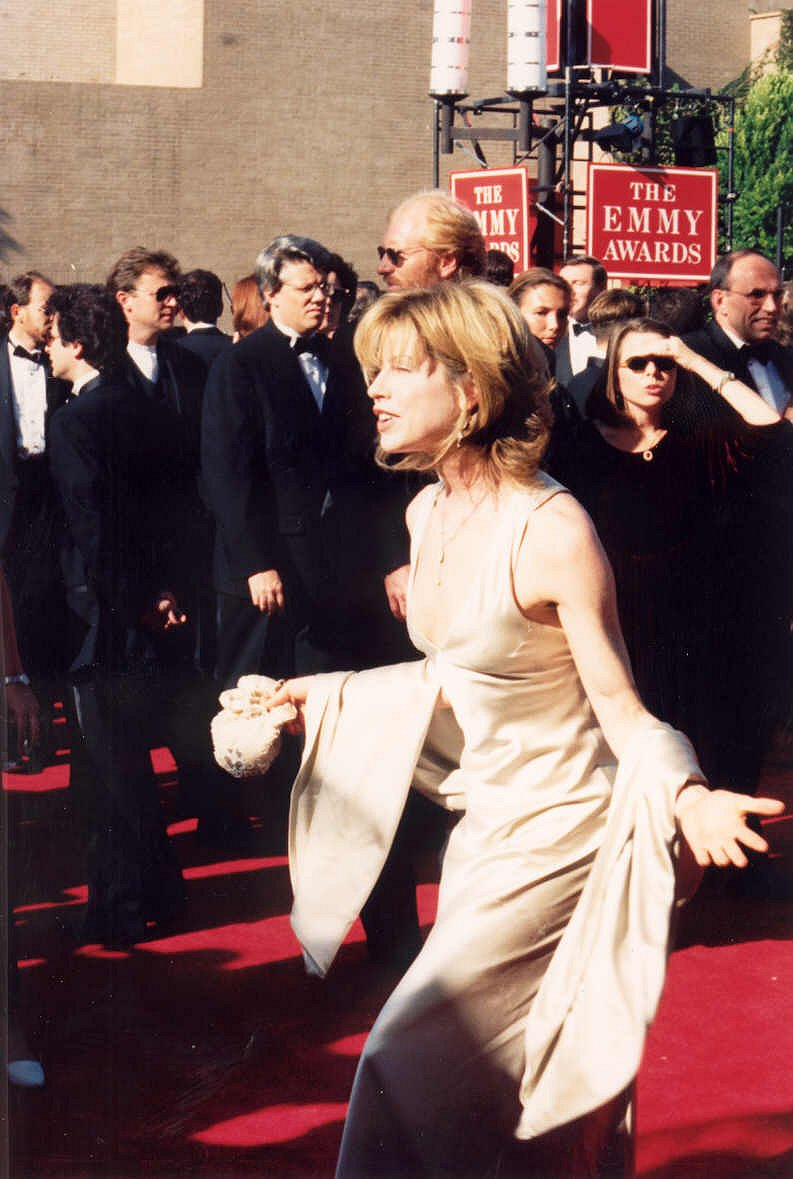
Julianne Phillips

Laureata al Brooks College, ha incominciato a recitare per ruoli televisivi nel 1984.
Julianne Phillips si sposò con Springsteen il 13 maggio 1985, pochi giorno dopo il suo venticinquesimo compleanno, divorziando nel 1989.
Ha collaborato ad alcune serie televisive dal 1991 al 1997.